# URAD
URAD (англ. Ureidoimidazoline (2-oxo-4-hydroxy-4-carboxy-5-) decarboxylase) – білок, який кодується однойменним геном, розташованим у людей на 13-й хромосомі. Довжина поліпептидного ланцюга білка становить 173 амінокислот, а молекулярна маса — 19 130.
| 10         |  | 20         |  | 30         |  | 40         |  | 50         |
| ---------- |  | ---------- |  | ---------- |  | ---------- |  | ---------- |
| MDIEKVNSMD |  | LGEFVDVFGN |  | ATERCPLIAA |  | AVWSQRPFSD |  | LEDLEKHFFA |
| FIDALAQSGQ |  | EGILRCHPDL |  | AGSELQRGTL |  | TAESQREQSG |  | AGLRSLGADE |
| RLRLAELNAQ |  | YRARFGFPFV |  | LAARFSDRTA |  | VPRELARRLL |  | CPSAQELRTA |
| LGEVKKIGSL |  | RLADLLRADP |  | AKL        |  |            |  |            |

A: Аланін

C: Цистеїн

D: Аспарагінова кислота

E: Глутамінова кислота

F: Фенілаланін

G: Гліцин

H: Гістидин

I: Ізолейцин

K: Лізин

L: Лейцин

M: Метіонін

N: Аспарагін

P: Пролін

Q: Глутамін

R: Аргінін

S: Серин

T: Треонін

V: Валін

W: Триптофан

Кодований геном білок за функціями належить до ліаз, декарбоксилаз. 
Локалізований у пероксисомах.